# Моховинка лежача
{{#ifeq:0|0|{{#if:|{{#if:Saginaprocumbens|[[]}}|}}}}
Мохов́инка леж́ача (Sagina procumbens) більш відома під назвою Мокрець — широко розповсюджена багаторічна трав'яниста квіткова рослина; вид роду Sagina родини гвоздичні, типовий вид цього роду.

## Тип
Типовий екземпляр цього виду знаходиться в Лондоні: він входив у знамениту колекцію Карла Ліннея, яка після його смерті була продана Джеймсу Сміту та зі Швеції перевезена в Англію.

## Назва
Епітет наукової (латинської) назви виду, procumbens, утворений від дієслова procumbo («полягати», «хилитися вперед», «нагинатися»). Цей епітет є скороченням опису виду (діагнозу), який був даний Карлом Ліннеєм в його праці Flora Lapponica (1737), — Sagina ramis procumbentibus.
До синоніміки виду належать такі назви:
- Alsine procumbens Crantz (1766)[4] — * Alsinella procumbens Bubani (1901)[4] — * Arenaria procumbens Rupr. (1869)[2] — * Sagina apetala var. melanopotamica Speg. (1902)[4]
- Sagina apetala var. paludosa Speg. (1902)[4]
- Sagina boydii F.B.White (1887)[4]
- Sagina fasciculata Poir. (1805)[4]
- Sagina muscosa Jord. (1852)[4]
- Sagina procumbens var. compacta Lange (1887)[4]
- Sagina pyrenaica Rouy (1895)[4] —

В Україні, крім наукової, поширені також назви «мокрець», «мокриця», «кормиця», «червишник».

## Розповсюдження
Ареал виду охоплює Середземномор'я, майже всю територію Європи, включаючи Україну, європейську частину Росії, Західний Сибір, Індію, Тибет, Північну Америку. Зустрічається як занесена рослина і в інших районах планети.
Рослина зустрічається на різноманітних вологих місцях — луках, лісових галявинах, по берегах водойм, на мілині, берегових урвищах, узбіччях доріг та стежок, на пасовиськах, пустирях, у ровах. Часто росте на землях, які використовуються людиною для рослинництва: на парових полях, на полях серед посівів, на городах. Зустрічається в населених пунктах.
Карл Лінней, описуючи раслину в першому томі своєї праці Species plantarum (1753), писав про її розповсюдження: Habitat in Europae pascuis sterilibus uliginosis aridis («Росте в Європі на пасовищних безплідних вологих пустках»).

## Біологічний опис
Багаторічна трав'яниста рослина висотою від 2 до 10 см.

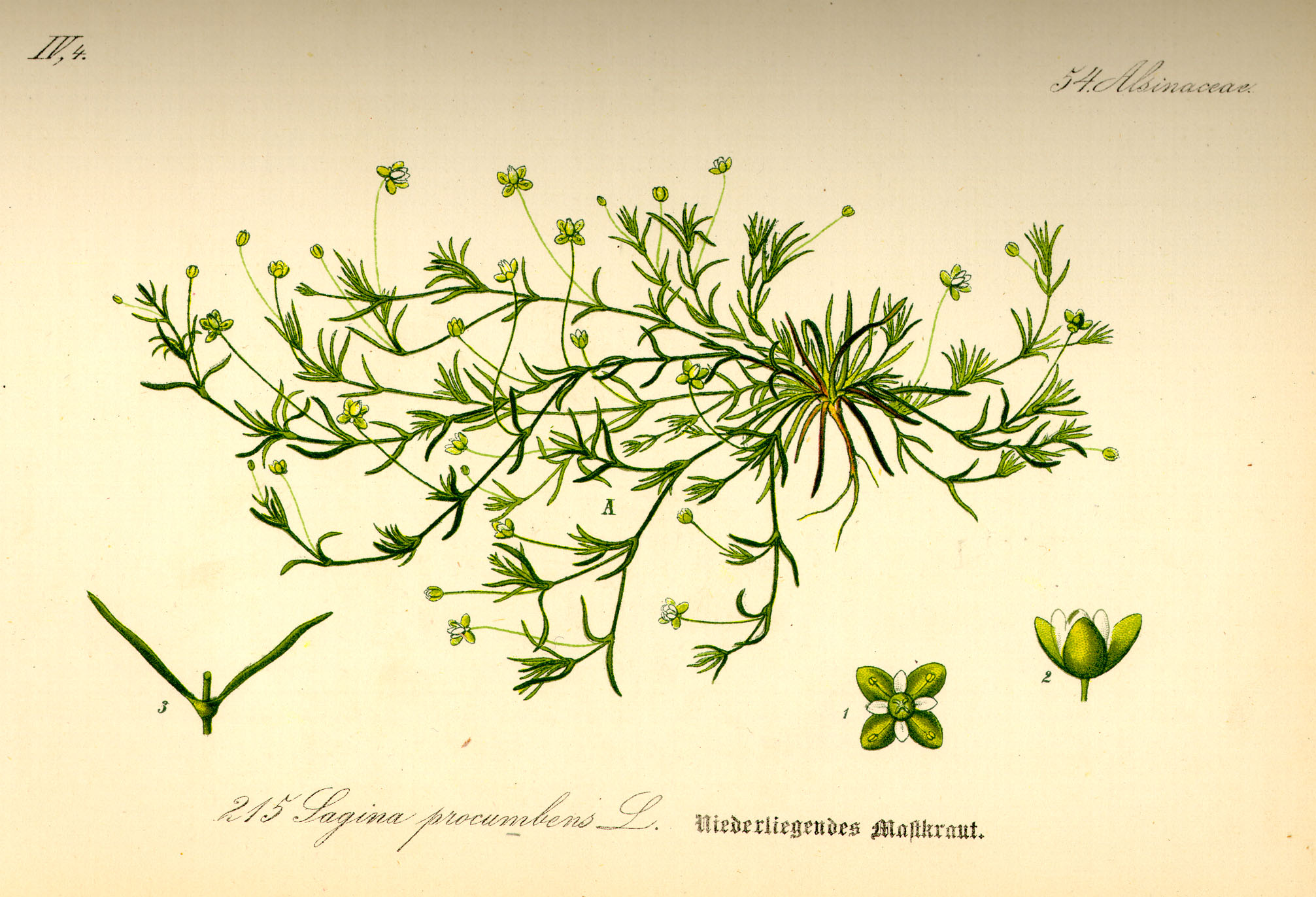
Моховинка лежача.

Стебла — лежачі або трохи припідняті, розгалужені, у вузлах укорінюються. Листки вузько лінійні, загострені, з шипиком на кінці, зрощені основами, довжиною від 2 до 10 мм і шириною від 0,25 до 0,5 мм, без прилистків, зібрані в добре розвинені багатолисткові розетки. Вегетативні та генеративні пагони виходять з пазух листків. Стебла і листя — голі.
Квітки — довжиною 2—3 мм, двостатеві, розташовані на довгих (10—20 мм) і тонких квітконіжках на верхівках пагонів. Оцвітини, гіпантія немає. Чашечка складається з чотирьох (або п'яти, що буває у поодиноких квіток, причому доволі рідко) вільних тупих яйцеподібних чашолистків (довжиною до 2,25 мм і шириною до 1,75 мм). Віночок білий; пелюсток чотири (рідко буває п'ять), вони в 1,5—3 рази коротші за чашолистки, в 3—4 рази коротші від чашечки. тичинок чотири. Стовпчиків чотири.
Плід — багатонасіннева коробочка довжиною 2—3 мм (довше відхилених вбік чашолистиків), розкривається чотирма або п'ятьма стулками . Квітконіжки при плодах на верхівці зігнуті (нахилені донизу) — на відміну від інших видів цього роду.
Число хромосом: 2n = 22.

## Підвиди
- Sagina procumbens subsp. procumbens
- Sagina procumbens subsp. litoralis (Reichenb.) Natho (1977) — зустрічається на морських узбережжях Західної Європи; на відміну від номінативного підвиду має товстувате, по краях більш чи менш війчасте листя [5].